# 철학의 위안

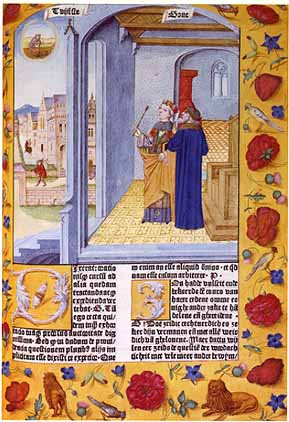

《철학의 위안》(라틴어: Consolatio Philosophiae)은 동고트 왕국 테오도리쿠스 대왕을 섬긴 학자 보이티우스가 반역죄에 몰려 사형을 받기 전에 옥중에서 쓴 작품이다. 전5권으로 되어 있는 산문체의 논문인데, 그 사이에 39편의 아름다운 시가 섞여 있다.
여기에서 취급된 문제는 악인이 성공하고 선한 사람이 고통을 받는 현실과, 세계를 지배하는 신을 어떻게 조화시키는가 하는 것이다. 보이티우스가 감옥 속에서 자신의 불행을 탄식하고 있는데, 뮤즈들이 그를 둘러싼다. 그때에 어느 때에는 보통 인간과 키가 같으나 어느 때에는 머리가 하늘까지 닿는 기괴한 여신이 나타나 뮤즈들을 쫓아버린다. 이것이 필로소피아(철학)로서 바른 사람이 괴로움을 받는 데 대해 불평을 말하는 작자에게 위안을 준다. 곧 필로소피아는 운명의 부침(浮沈)에 번민하는 것은 잘못된 일이며, 외면적인 행복은 아무런 가치도 없고 진실한 부(富)는 정신 속에, 진리 속에 있다고 말한다. 이것만으로 충분하며, 모든 것에 만족을 줄 수 있는 것은 최고의 선뿐이며, 모든 다양을 조화시키는 위대한 유일자, 곧 신이다. 선한 사람은 영원한 신적 실재(神的實在)에 눈을 돌리고 있는 한 참으로 행복하며, 악인은 참된 존재를 갖지 못하며 참으로 행복할 수는 없다. 그 근본사상은 신플라톤주의이다. 이 책은 유럽의 사상과 문학에 큰 영향을 끼쳤다.

## 같이 보기
- 스토아 학파